# Michael Douglas
Pour les articles homonymes, voir Michael Douglas (homonymie) et Douglas.
Michael Douglas (prononcé en anglais : /ˈmaɪkəl ˈdʌɡləs/), né le 25 septembre 1944 à New Brunswick (New Jersey, États-Unis), est un acteur et producteur américain.
Aîné des quatre fils de l'acteur Kirk Douglas, il commence sa carrière dans les années 1960 et se fait connaître à la télévision grâce à la série policière Les Rues de San Francisco. Il obtient ensuite deux Oscars, le premier en 1976 en tant que producteur de Vol au-dessus d'un nid de coucou, qui gagne l'Oscar du meilleur film ; puis le second en 1988 dans la catégorie du meilleur acteur pour Wall Street. Parallèlement, il remporte six Golden Globes, dont le Cecil B. DeMille Award en 2004.
Durant les années 1980 puis 1990, il incarne plusieurs anti-héros et enchaîne de nombreux succès au box-office tels À la poursuite du diamant vert (1984), Liaison fatale (1987), La Guerre des Rose (1989), Basic Instinct (1992), Harcèlement (1994) ou encore The Game (1997). Dans les années 2000, il s'essaie à quelques reprises au cinéma indépendant, puis à partir des années 2010, il intègre le MCU en prêtant ses traits à ceux du scientifique Hank Pym. À cette période, il fait également son retour à la télévision, en incarnant le pianiste Liberace dans le téléfilm Ma vie avec Liberace (2013), pour lequel il remporte un Emmy Award. Il brille par la suite dans le rôle de Sandy Kominsky, un coach pour acteurs, dans la série comique La Méthode Kominsky (2018-2021), grâce à laquelle il reçoit de nombreuses nominations.
De par sa longévité et l'ambiguïté de certains rôles qu'il a tenus, la carrière de Michael Douglas a été célébrée à plusieurs reprises, notamment par un AFI Life Achievement Award reçu en 2009 ou encore par la Palme d'honneur du festival de Cannes 2023,,.
Depuis 2000, il est l'époux de l'actrice britannique Catherine Zeta-Jones avec laquelle il a deux enfants.

## Biographie

### Jeunesse et formation

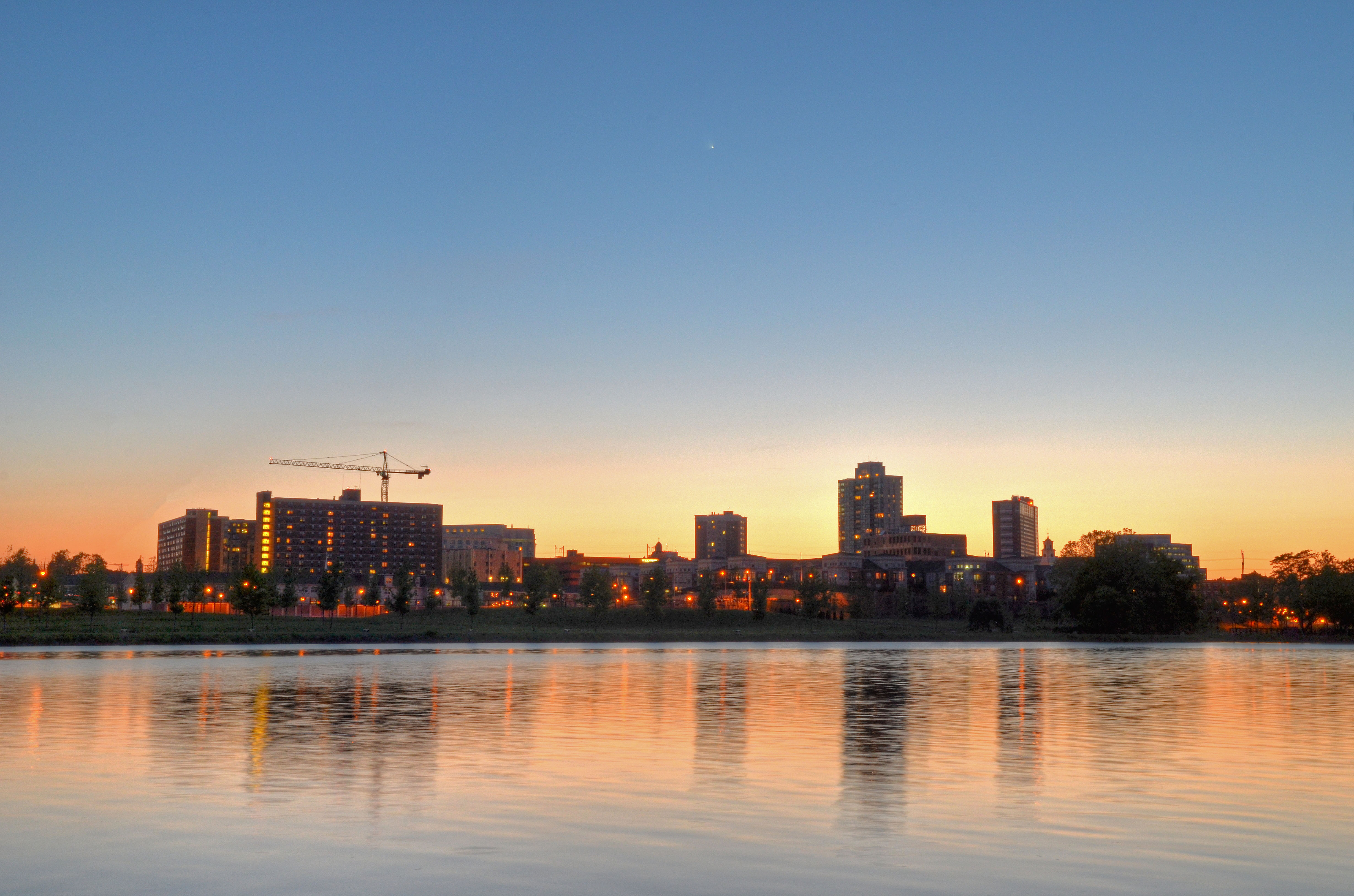
New Brunswick, ville natale de l'acteur.

Michael Kirk Douglas naît le 25 septembre 1944 à New Brunswick dans le New Jersey. Issu d'une famille d'acteurs, il est le fils aîné du célèbre Kirk Douglas (1916-2020), figure majeure du cinéma américain, et de Diana Dill (1923-2015).
Du côté maternel, il a des origines anglaises, irlandaises, galloises, écossaises et françaises et, du côté de son père, des origines juives russes. Il a un frère prénommé Joel (né en 1947) ainsi que deux demi-frères, Peter Douglas (né en 1955) et Eric Douglas (1958-2004). Ses parents divorcent en 1951, alors que le jeune Michael n'a que sept ans.
Il grandit à Westport (Connecticut) avec sa mère et son beau-père Bill Darrid (1923-1992), voyant son père lors des vacances, souvent pendant des tournages. Il se décrit comme un enfant « timide, introverti, prudent. Je n'avais pas beaucoup confiance ». Il est aussi scolarisé à Los Angeles.
Il se passionne rapidement pour les arts dramatiques et va étudier dans les années 1960 à l'université de Californie à Santa Barbara (UCSB) en Californie. Il en sort diplômé d'un baccalauréat universitaire ès lettres en 1968. Durant ses études, il participe à de petites productions théâtrales comme Bedford Forrest, jouée à l'Eugene O'Neill Theater Center. Lors d'une représentation, son père lui rend visite et qualifie alors son jeu d'acteur de « mauvais ».
Bien décidé à s'améliorer et à vaincre son trac, il part alors pour New York afin de suivre les cours de Wynn Handman, qui a notamment enseigné à Richard Gere et à Dustin Hoffman,.
Il fait ses débuts devant la caméra avec un rôle non crédité sur le film L'Ombre d'un géant (1966), puis tient le rôle principal de Hail, Hero! (1969) qui lui vaut une nomination pour le Golden Globe de la révélation masculine de l'année. C'est également à cette époque qu'il rencontre l'acteur Danny DeVito, avec qui il est en colocation dans l'Upper West Side,, et qui deviendra un collaborateur régulier dans les années 1980.

### Carrière

#### Révélation télévisuelle et producteur (années 1970)

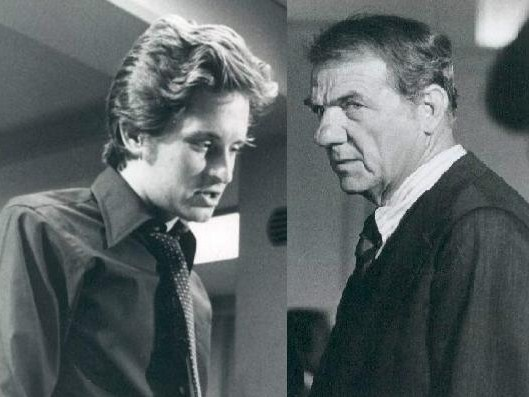
Michael Douglas et Karl Malden dans Les Rues de San Francisco.

Après quelques mauvais choix, comme lorsqu'il refuse le rôle principal du film Love Story (1970), sa carrière commence réellement dans les années 1970. Il apparaît tout d'abord dans Adam at 6AM (1970), une production signée Steve McQueen, œuvre pour laquelle il reçoit en guise de salaire une Porsche 911, offerte par McQueen lui-même. En 1971, il remporte l'une des premières récompenses de sa carrière, un Theater World Award pour sa performance dans la pièce Pinkville. Le jeune acteur poursuit dans sa lancée avec les films Summertree (1971) et Napoléon et Samantha (1972), ce dernier étant le premier film sorti au cinéma pour Jodie Foster,.
Sa carrière prend davantage d'ampleur grâce au feuilleton télévisé Les Rues de San Francisco, dans lequel il campe le rôle du jeune et impétueux inspecteur Steve Keller durant quatre saisons – entre 1972 et 1976 – aux côtés de l'acteur Karl Malden, qu'il considère comme son mentor. Cette série s'avère être une opportunité pour lui, qu'il décrit comme une « expérience [qui] m'a donné une discipline dans le travail et m'a beaucoup appris sur l'écriture de fiction ». Pour ce rôle, il est nommé durant trois années consécutives aux Emmy Awards et il reçoit une nomination pour le Golden Globe du meilleur acteur dans une série télévisée dramatique en 1975.
Désireux de ne pas s'enfermer à la télévision, il se lance dans la production en 1975 avec le film Vol au-dessus d'un nid de coucou, qu'il co-produit à l'aide de Saul Zaentz. Adaptation cinématographique du roman éponyme de Ken Kesey, Michael Douglas en obtient les droits d'exploitation grâce à son père. Ce dernier avait d’ailleurs joué le rôle principal (celui de McMurphy) à Broadway en 1963. Tourné avec un budget de 4 000 000 de dollars, le film engendre plus de 160 000 000 de dollars de recettes à travers le monde et devient l'un des plus grands succès cinématographiques des années 1970. Douglas est récompensé de l'Oscar du meilleur film (en tant que producteur) lors des Oscars 1976.
Il reviendra plus tard sur ce succès fulgurant :

« Le budget et les délais n'ont pas été respectés, mais Saul a eu le courage de financer le film au-delà de l'estimation initiale de 2 millions de dollars. Cela nous a coûtés un peu plus de 4 millions de dollars. Ses partenaires m'ont accusé de le mener en bateau. Mais nous savions que nous avions un film […]. Quand nous sommes allés voir les majors pour trouver un distributeur, ils ont tous refusé ce qui allait devenir un film nommé pour neuf Oscars. »

— Michael Douglas

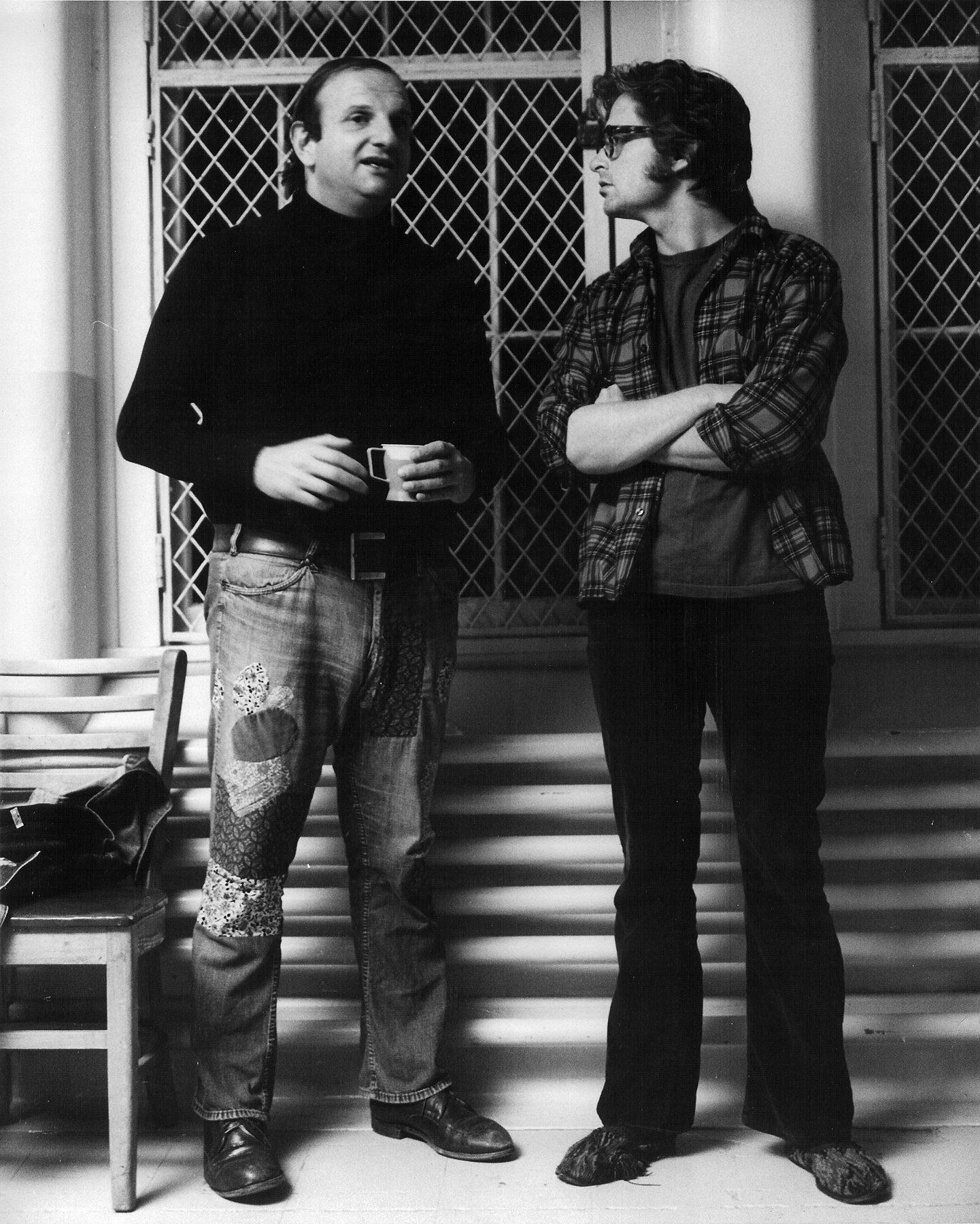
Avec le scénariste Bo Goldman en 1975.

Le long métrage de Miloš Forman est aujourd'hui le deuxième des trois films à avoir gagné les cinq Oscars majeurs, après New York-Miami en 1934 et avant Le Silence des agneaux en 1991.
En décembre 1976, Michael et son frère Peter sont nommés à la tête de la compagnie de production The Bryna Company, fondée par leur père en 1949. L'acteur quitte ses fonctions en 1978 pour se concentrer sur sa propre société, Bigstick Productions,. L'année 1977 marque un changement dans sa vie personnelle, l'acteur épouse alors Diandra Luker, la fille d'un diplomate autrichien. Le couple célèbre la naissance de leur fils Cameron l'année d'après. Douglas enchaîne ensuite les tournages.
En 1978, il campe un docteur enquêtant sur des cas de comas végétatifs douteux dans le thriller Morts suspectes, réalisé par Michael Crichton, où il a comme partenaire l'actrice Geneviève Bujold. En 1979, il est choisi par le réalisateur Steven Hilliard Stern pour tenir le premier rôle du film Le Vainqueur, narrant l'histoire d'un père de famille qui se fixe comme objectif de participer à un marathon se déroulant durant les Jeux olympiques. Cette même année, il incarne pour le réalisateur James Bridges le rôle de Richard Adams dans Le Syndrome chinois, film sur les dangers du nucléaire présenté au festival de Cannes 1979. Pour ce projet, il utilise une nouvelle fois sa casquette de producteur. Sa participation sur ce film lui vaut d'être consacré « Producteur de l'année » par la National Association of Theatre Owners (Association nationale des propriétaires de salles de spectacle) lors de la ShoWest Convention. Ses partenaires à l'écran, Jack Lemmon et Jane Fonda, sont quant à eux nommés aux Oscars.

#### Star du box-office (années 1980)

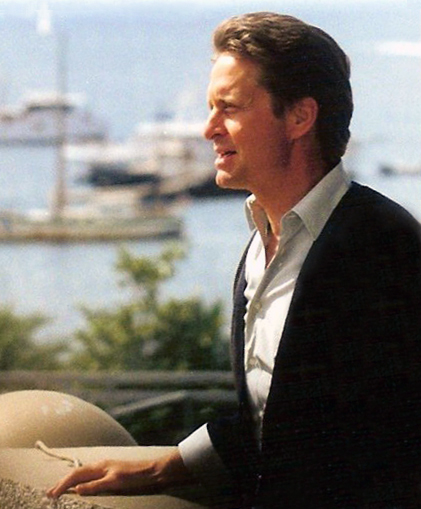
Michael Douglas au festival de Cannes 1987.

En 1980, il est à l'affiche du film C'est ma chance, avant de subir un grave accident de ski qui interrompt sa carrière pendant trois ans. Il revient en 1983 dans le polar La Nuit des juges que réalise Peter Hyams. Mais c'est en 1984 qu'il opère son véritable retour sur le devant de la scène, grâce au film d'aventure À la poursuite du diamant vert de Robert Zemeckis, qui lui offre son premier grand succès au box-office.
C'est à la suite d'une rencontre dans un restaurant que la scénariste Diane Thomas, alors serveuse, lui soumet le script : « [Diane] n'était pas timide […] Il y avait une absence totale de peur dans l'écriture ». En plus de tenir le premier rôle, il officie également comme producteur. Son alchimie avec Kathleen Turner est appréciée par la critique, notamment du magazine Empire qui déclare : « Michael Douglas et Kathleen Turner forment un duo excellent ». Le film remporte par la suite deux Golden Globes et est nommé pour un Oscar.
Il est suivi en 1985 d'une suite intitulée Le Diamant du Nil, qu'il tourne une nouvelle fois avec Turner et Danny DeVito, mais cette fois sous la direction de Lewis Teague. Il s'intéresse au même moment à un scénario écrit par Bruce A. Evans et Raynold Gideon, intitulé Starman – en développement depuis cinq ans chez Columbia – qu'il décide de produire et qu'il confie au réalisateur John Carpenter. Michael Douglas souhaite interpréter le rôle principal mais le studio n'accède pas à sa requête, lui préférant Jeff Bridges, jugé davantage « bankable ».
C'est aussi à cette période qu'il fonde une nouvelle société de production, Stonebridge Entertainment, avec le producteur Rick Bieber,. Entre-temps, il s'essaie à la comédie musicale avec Chorus Line (1985), du réalisateur Richard Attenborough. Bien que mal reçu par la critique, le film obtient trois citations aux Oscars 1986 ainsi que deux citations aux Golden Globes 1986.
En 1987, il rejoint la distribution du thriller provocateur Liaison fatale que doit réaliser Brian De Palma. Ce dernier, ne voulant pas tourner avec Michael Douglas, quitte finalement le projet : « Je ne peux pas faire le film avec Michael. Il est antipathique. Donc c'est lui ou moi ». Ce long métrage, qui examine les conséquences désastreuses d'une relation adultère, est finalement réalisé par Adrian Lyne. L'acteur y partage l'affiche avec Glenn Close et campe le rôle d'un avocat dont la vie va virer au cauchemar. Avec ses 320 000 000 de dollars de recettes mondiales, il est un succès planétaire, se classant premier au rang annuel du box-office international,.
Sa réputation de producteur le précédant, il est choisi contre l'avis des studios par le réalisateur Oliver Stone pour jouer le rôle du financier Gordon Gekko dans Wall Street (1987), film devenu culte. Cette partition pleine de cynisme permet à l'acteur de recevoir la consécration de la profession, en remportant un Oscar du meilleur acteur en 1988. Pour Michael Douglas, cette récompense est aussi l'occasion de pouvoir enfin sortir de l'ombre de son père et de « créer sa propre identité ».
Il se glisse ensuite dans la peau de Nick Conklin, un policier new-yorkais, et part à la chasse aux yakuzas aux côtés d'Andy García pour les besoins du polar Black Rain (1989) de Ridley Scott, tourné en partie au Japon. Malgré un accueil critique plutôt mitigé, le film engendre plus de 130 000 000 de dollars de recettes à travers le monde pour un budget de 30 000 000 de dollars.
La même année, il est dirigé par Danny DeVito, son comparse de toujours, dans la comédie La Guerre des Rose. Il est ainsi réuni pour la troisième fois de sa carrière avec Kathleen Turner. Les deux acteurs incarnent respectivement les rôles d'Oliver et Barbara Rose, un couple au bord de la rupture. Leur duo est notamment apprécié par le critique Peter Travers de Rolling Stone qui déclare que « Turner et Douglas sont formidables, délimitant la conquête de l'émotion sur la raison avec une exactitude effrayante ». Pour ce film, Michael Douglas est nommé aux Golden Globes, cette fois-ci dans la catégorie du meilleur acteur dans un film comique.

#### Acteur de premier plan (années 1990)

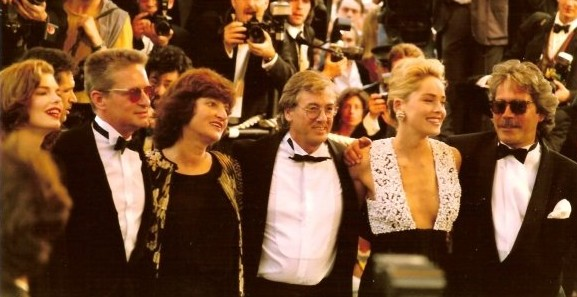
Michael Douglas (2e à g.) et l'équipe du film Basic Instinct au festival de Cannes 1992.

En 1990, il produit le film de science-fiction L'Expérience interdite, porté par les jeunes Julia Roberts et Kiefer Sutherland. Il revient comme acteur au cinéma pour deux films, sortis tous deux en 1992. Il est d'abord à l'affiche d'Une lueur dans la nuit, du réalisateur David Seltzer, aux côtés de Melanie Griffith et Liam Neeson. Il tient ensuite le rôle masculin principal du thriller provocateur et très controversé Basic Instinct de Paul Verhoeven, qui le confirme en tant qu'acteur de premier plan. En raison de son caractère sulfureux, le film embrase la Croisette lors de l’ouverture du festival de Cannes 1992.
L'acteur, alors au sommet de sa gloire, reçoit un cachet estimé à 14 000 000 de dollars. Les recettes du long métrage dépassent plus de 350 000 000 de dollars au box-office et le succès est tel que Sharon Stone, sa partenaire à l'écran, devient une star internationale. À l'issue de ce tournage, l'acteur subit une cure de désintoxication de trente jours au sein du Sierra Tucson Center en Arizona pour « addiction à l'alcool ».
Il retourne au festival de Cannes l'année suivante pour présenter Chute libre du réalisateur Joel Schumacher. Dans ce film, qui s'interroge notamment sur le mercantilisme de la société, il incarne un chômeur désabusé. Pour le critique Roger Ebert, sa performance témoigne « d'une subtilité considérable et d'un certain courage ». Ce long métrage bénéficie globalement d'un bon accueil critique.
En 1994, l'acteur tourne un nouveau film sulfureux avec Harcèlement de Barry Levinson, aux côtés de Demi Moore. Le succès au box-office dépasse les 200 000 000 de dollars. Il fonde, cette même année, la société Douglas/Reuther Productions avec le producteur Steven Reuther. En 1995, il campe le rôle du Président des États-Unis dans la comédie dramatique Le Président et Miss Wade du réalisateur Rob Reiner. Sa prestation est jugée convaincante par plusieurs critiques, dont Todd McCarthy du journal Variety qui salue son alchimie avec Annette Bening. Le magazine Time le consacre également parmi les meilleurs Présidents de fiction du cinéma.
Par la suite, il seconde Val Kilmer dans L'Ombre et la Proie (1996), film sur lequel il s'impose et qu'il produit également. Les relations entre l'acteur et le réalisateur Stephen Hopkins sont tendues, ce dernier se refusant même à regarder le montage final. On le retrouve ensuite dans un rôle plus important avec le long métrage The Game (1997), signé David Fincher. Il prête alors ses traits à Nicholas Van Orton, un riche homme d'affaires pris dans la tourmente d'un jeu imprévisible. Son jeu d'acteur est jugé convaincaint : « Franchement, personne ne joue mieux un mec blasé que Douglas », peut-on lire dans les colonnes du Washington Post à la sortie du film. Il fait alors partie des acteurs les mieux payés à Hollywood, avec un salaire de près de 20 000 000 de dollars. Il est ensuite pressenti pour être l'une des deux têtes d'affiche du film d'action Volte-face (1997) de John Woo. Il opère finalement sur ce long métrage, acclamé par la critique et grand succès au box-office, en tant que producteur délégué.
En 1998, Michael Douglas est à l'affiche d'un remake du film Le crime était presque parfait d'Alfred Hitchcock, dans lequel il côtoie Gwyneth Paltrow et Viggo Mortensen. Intitulé Meurtre parfait et réalisé par Andrew Davis, il bénéficie d'une présentation au festival du cinéma américain de Deauville, à l'occasion duquel il reçoit un hommage pour l'ensemble de sa carrière. Ce long métrage engendre près de 130 000 000 de dollars au box-office. En 1999, il officie comme narrateur pour la version originale du film documentaire Un jour en septembre de Kevin Macdonald, récompensé par l'Oscar du meilleur film documentaire en 2000, qui relate le « massacre de Munich » survenu en 1972.

#### Seconds rôles et cinéma indépendant (années 2000)

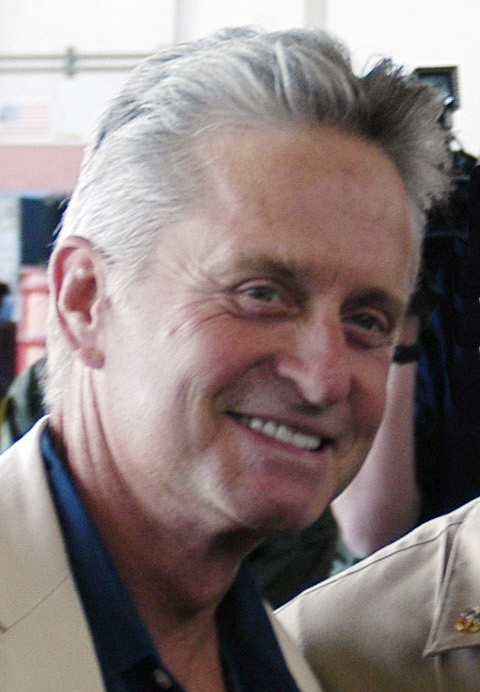
Michael Douglas en visite sur la Base aérienne de Sigonella en 2004.

Michael Douglas débute les années 2000 en jouant un auteur en manque d'inspiration dans Wonder Boys (2000) de Curtis Hanson, aux côtés de Robert Downey Jr, Frances McDormand et Tobey Maguire. Sa prestation lui vaut une nomination au Golden Globe du meilleur acteur dans un film dramatique, ainsi qu'une nomination au BAFTA du meilleur acteur. Malgré les bonnes critiques, l'échec au box-office heurte la confiance de l'acteur : « Wonder Boys a été une énorme déception pour moi […]. J’ai adoré ce film, il avait un scénario fantastique et un casting formidable […]. Cela a ébranlé ma confiance en moi. ».
Parallèlement, il s'essaie au film choral avec Traffic, marquant la première de ses trois collaborations avec le réalisateur Steven Soderbergh. Ce long métrage, qui évoque le trafic de drogue entre les États-Unis et le Mexique, est un immense succès critique et commercial à sa sortie,. L'acteur y joue le rôle de Robert Wakefield, juge à la Cour suprême, qui est chargé par le Président des États-Unis de mener une lutte anti-drogue. Douglas remporte le SAG Award de la meilleure distribution pour sa participation sur ce film, prix qu'il partage avec ses coéquipiers.

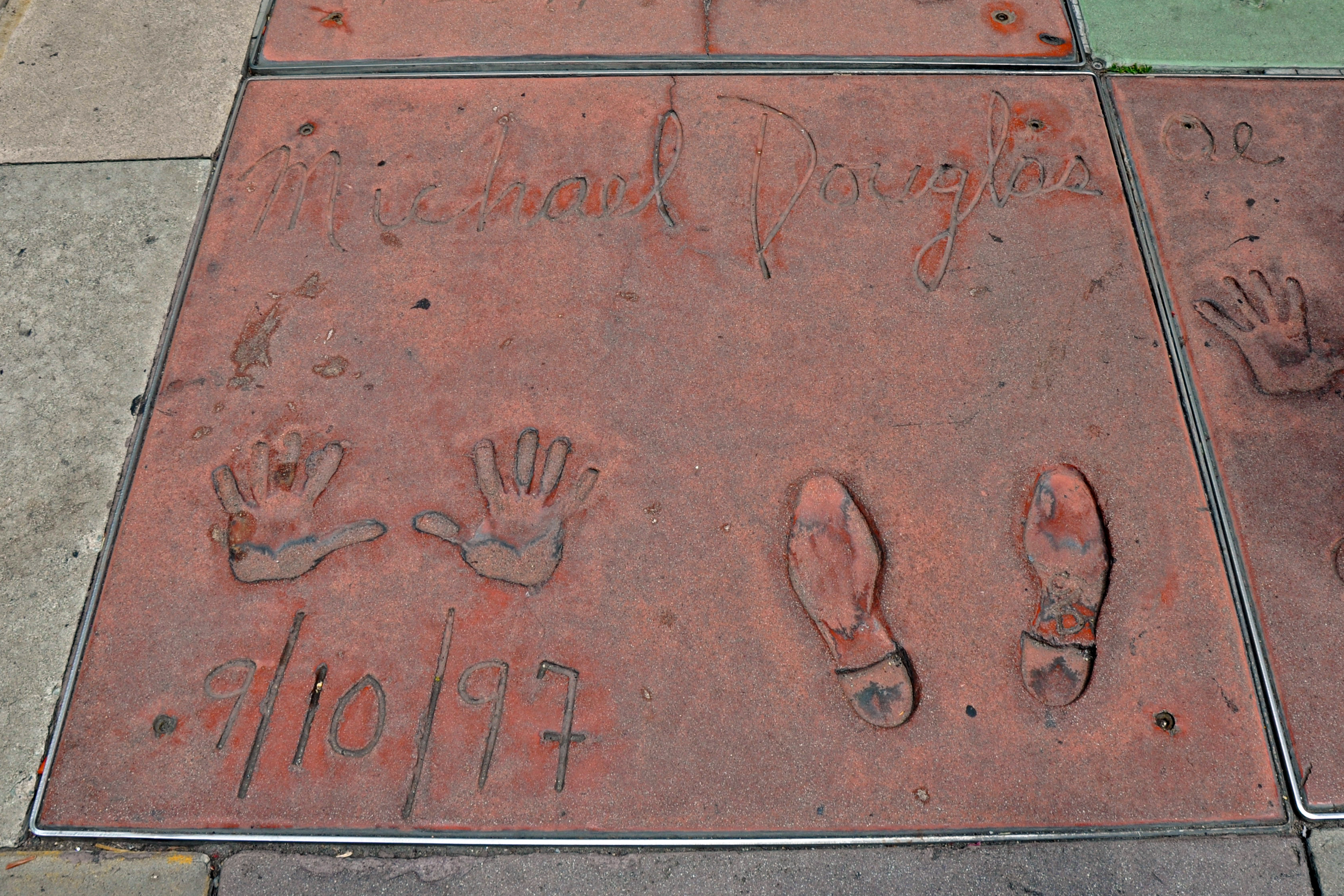
Les empreintes de l'acteur sur le parvis du Chinese Theatre à Hollywood.

En 2001, via la société de production indépendante Further Films, qu'il a fondée en 1997, il produit le film Divine mais dangereuse, dans lequel il campe un second rôle. Il est aussi la tête d'affiche du thriller Pas un mot (2001), avec Sean Bean et Famke Janssen. En 2002, on l'aperçoit dans un épisode de la saison 4 de la série Will et Grace, ce qui lui vaut d'être nommé aux Emmy Awards.
En 2003, il s'illustre aux côtés de son père Kirk Douglas et de son fils aîné Cameron dans le film Une si belle famille. Cette même année, il tient les rênes de la comédie Espion mais pas trop ! dans laquelle il côtoie Albert Brooks et Ryan Reynolds. Remarié en 2000 avec l'actrice Catherine Zeta-Jones, il s'éloigne ensuite des plateaux de cinéma pour profiter de sa vie de famille.
En 2004, la Hollywood Foreign Press Association lui remet le Cecil B. DeMille Award pour l'ensemble de sa carrière lors de la 61e cérémonie des Golden Globes. C'est finalement en 2006 qu'il retourne sur grand écran, avec le film The Sentinel de Clark Johnson, qu'il produit également. Aux côtés de Kiefer Sutherland et d'Eva Longoria, il incarne un agent des services secrets américains devant déjouer un complot visant à assassiner le Président. Ce thriller ne convainc pas vraiment la critique. La même année, l'acteur prête ses traits au personnage de Bob Thompson pour la comédie Toi et moi... et Dupree des frères Russo. Malgré un accueil critique assez froid, le succès au box-office international est au rendez-vous.
Il s'essaie ensuite au cinéma indépendant avec le film King of California (2007) de Michael A. Cahill, qu'il présente en ouverture du festival du film de Sundance, ainsi qu'à celui de Deauville, à l'occasion duquel il reçoit un hommage pour sa carrière. Ce long métrage obtient globalement des critiques positives. Peter Travers du magazine Rolling Stone écrit à propos de sa prestation qu'il s'agit « d'une de ses meilleures ».
Il poursuit avec trois films sortis en 2009. Le premier est le thriller Présumé Coupable. Il seconde ensuite Matthew McConaughey dans la comédie Hanté par ses ex. Puis, il retourne au cinéma indépendant avec Solitary Man. Les films dans lesquels l'acteur apparaît n'ont plus les faveurs de la critique, il est même qualifié de « relique pittoresque » par le journal Austin Chronicle. Cette même année, Michael Douglas est récompensé pour l'ensemble de sa carrière par l'American Film Institute qui lui attribue son prestigieux AFI Life Achievement Award.

#### Grosses productions et retour à la télévision (années 2010)

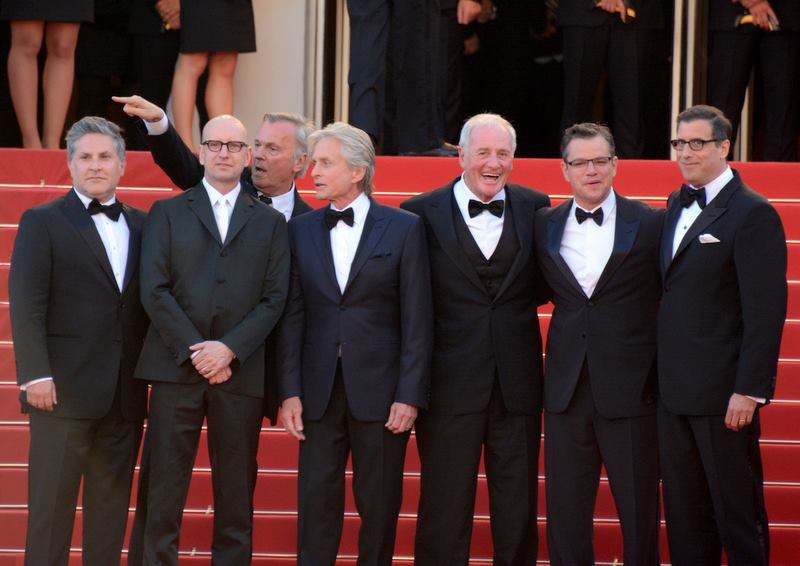
Michael Douglas et l'équipe du film Ma vie avec Liberace au festival de Cannes 2013.

En 2010, il accepte de reprendre son rôle de Gordon Gekko – qui lui avait valu un Oscar vingt-deux ans plus tôt – pour les besoins du film Wall Street : L'argent ne dort jamais. Cette suite est une nouvelle fois tournée sous la direction d'Oliver Stone. Présenté hors compétition durant le festival de Cannes 2010, le long métrage suscite une réaction polarisée de la critique lors de sa sortie mondiale en septembre. Pour sa prestation, l'acteur est nommé aux Golden Globes 2011 dans la catégorie du meilleur acteur dans un second rôle. En août 2010, il annonce être atteint d'un cancer, duquel il indique être guéri l'année suivante.
À cette période, il déclare que ses « priorités ont changé. J’ai adoré ma vie, mais elle est derrière moi. Ma carrière est longtemps passée avant ma famille. Maintenant, c’est le contraire ». Après cette période difficile, Michael Douglas entend pourtant retourner sur les plateaux de cinéma. Mais avant, on le retrouve en 2011 le temps d'un épisode de la série d'animation Phinéas et Ferb, qui lui permet pour la première fois de prêter sa voix à un personnage animé. Les spectateurs le revoient quelques mois plus tard sur grand écran, l'acteur tourne alors sous la direction de Steven Soderbergh dans le film d'action Piégée (2012), qui le voit jouer le chef de la CIA.
L'année d'après, il s'illustre dans le rôle du pianiste de music-hall Liberace dans le téléfilm Ma vie avec Liberace, qui marque son véritable retour de manière flamboyante, et pour lequel il est de nouveau dirigé par Soderbergh,. Ce film est présenté en compétition au festival de Cannes 2013, où Michael Douglas est un temps pressenti comme lauréat du prix d'interprétation masculine, mais le jury de Steven Spielberg en décide autrement et c’est Bruce Dern qui remporte la palme. Il fait par la suite l'ouverture du festival du cinéma américain de Deauville 2013 et reçoit d’excellentes critiques. L'acteur est auréolé de plusieurs prix pour son interprétation, dont un Golden Globe du meilleur acteur dans une mini-série ou un téléfilm, ainsi qu'un Emmy Award dans la même catégorie,. Fin 2013, il est à l’affiche de la comédie Last Vegas avec Robert De Niro, Morgan Freeman et Kevin Kline : c’est la première fois que ces quatre acteurs sont réunis pour un même projet. Il tourne ensuite avec Diane Keaton dans la comédie romantique Ainsi va la vie (2014), qui marque sa seconde collaboration avec le réalisateur Rob Reiner, presque vingt ans après Le Président et Miss Wade. En fin d'année, il est à l'affiche du thriller Hors de portée, une série B avec Jeremy Irvine.

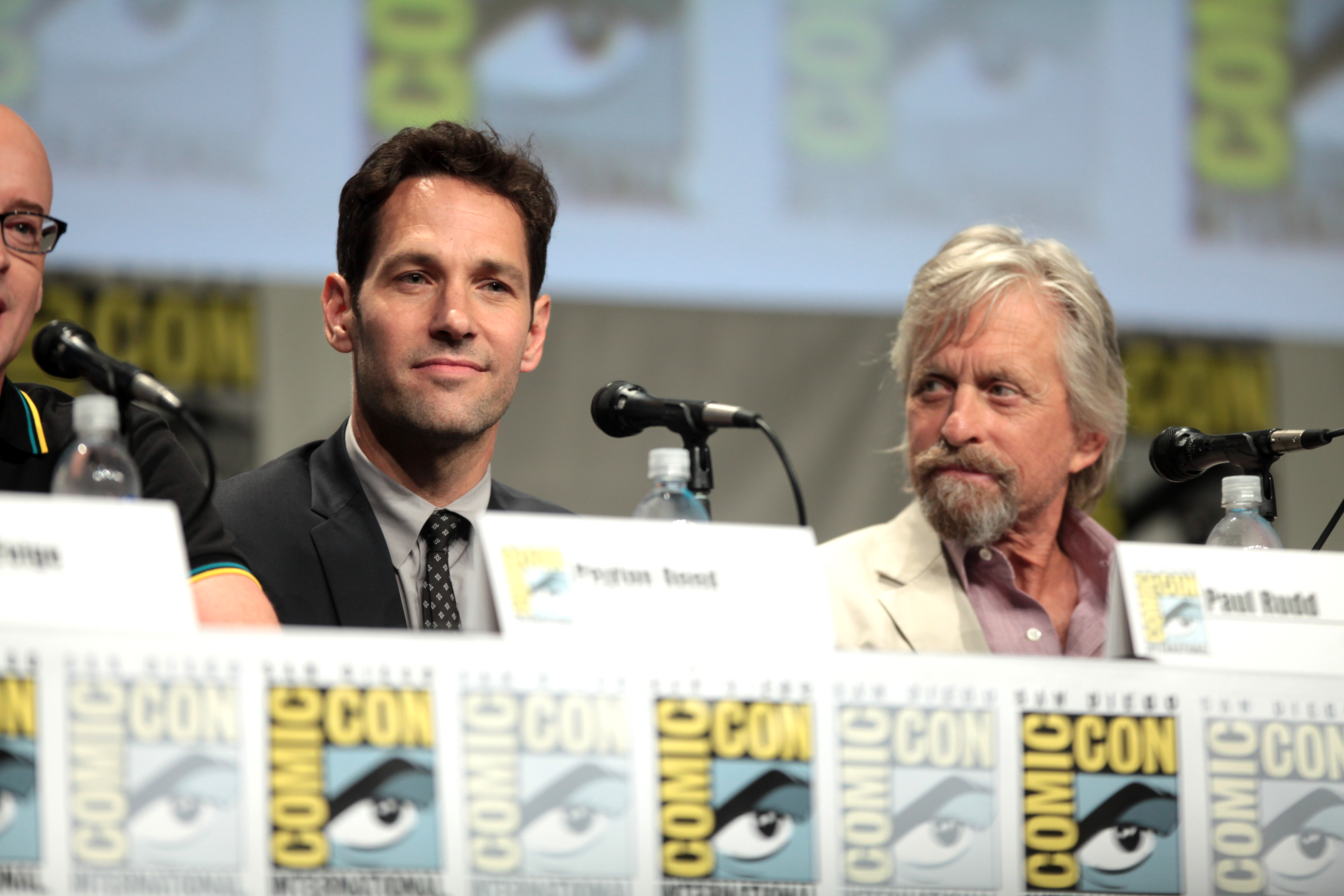
Michael Douglas aux côtés de Paul Rudd, pour la promotion d'Ant-Man, au San Diego Comic-Con de 2014.

Michael Douglas apparaît ensuite sous les traits du Dr Hank Pym dans le blockbuster Ant-Man (2015), que réalise Peyton Reed pour les studios Marvel. Dans sa critique pour le journal Variety, le journaliste Justin Chang trouve l'acteur « merveilleux » dans son rôle de mentor. Douglas reçoit par la suite une nomination pour le Saturn Award du meilleur acteur dans un second rôle pour ce film. En 2016, il est de nouveau récipiendaire d'un César d'honneur pour récompenser l'ensemble de son œuvre. En effet, il avait déjà été récompensé par l'Académie des arts et techniques du cinéma en 1998. Avec Jeanne Moreau et Jean-Luc Godard, il fait partie des seules personnalités qui ont été récompensées deux fois de ce même prix.
En 2017, il apparaît devant la caméra de Michael Apted qui le fait jouer dans le thriller d'action Conspiracy, porté par l'actrice suédoise Noomi Rapace et les acteurs Orlando Bloom, John Malkovich et Toni Collette. On l'aperçoit ensuite dans le film chinois Animal World (2018), libre adaptation du manga Tobaku Mokushiroku Kaiji. Durant l'été 2018, il prête une nouvelle fois ses traits au scientifique Hank Pym pour Ant-Man et la Guêpe, qui lui permet de participer à l'un des plus gros succès du box-office mondial de cette année.
Michael Douglas retrouve ensuite les frères Russo en 2019, le temps d'une brève apparition dans la peau de ce même personnage, pour le film Avengers: Endgame. Entre 2018 et 2021, il tient le rôle de Sandy Kominsky, un coach pour acteurs, dans la série comique La Méthode Kominsky diffusée sur Netflix. Cette composition lui vaut de remporter un Golden Globe le 6 janvier 2019. Il reste affilié à la plateforme pour d'autres projets, dont la série d'animation Les Œufs verts au jambon, adaptation de l'œuvre du Dr Seuss diffusée à partir de 2019, dans laquelle il prête sa voix à l’un des principaux personnages, Guy Am I. 

#### Retrait progressif (années 2020)

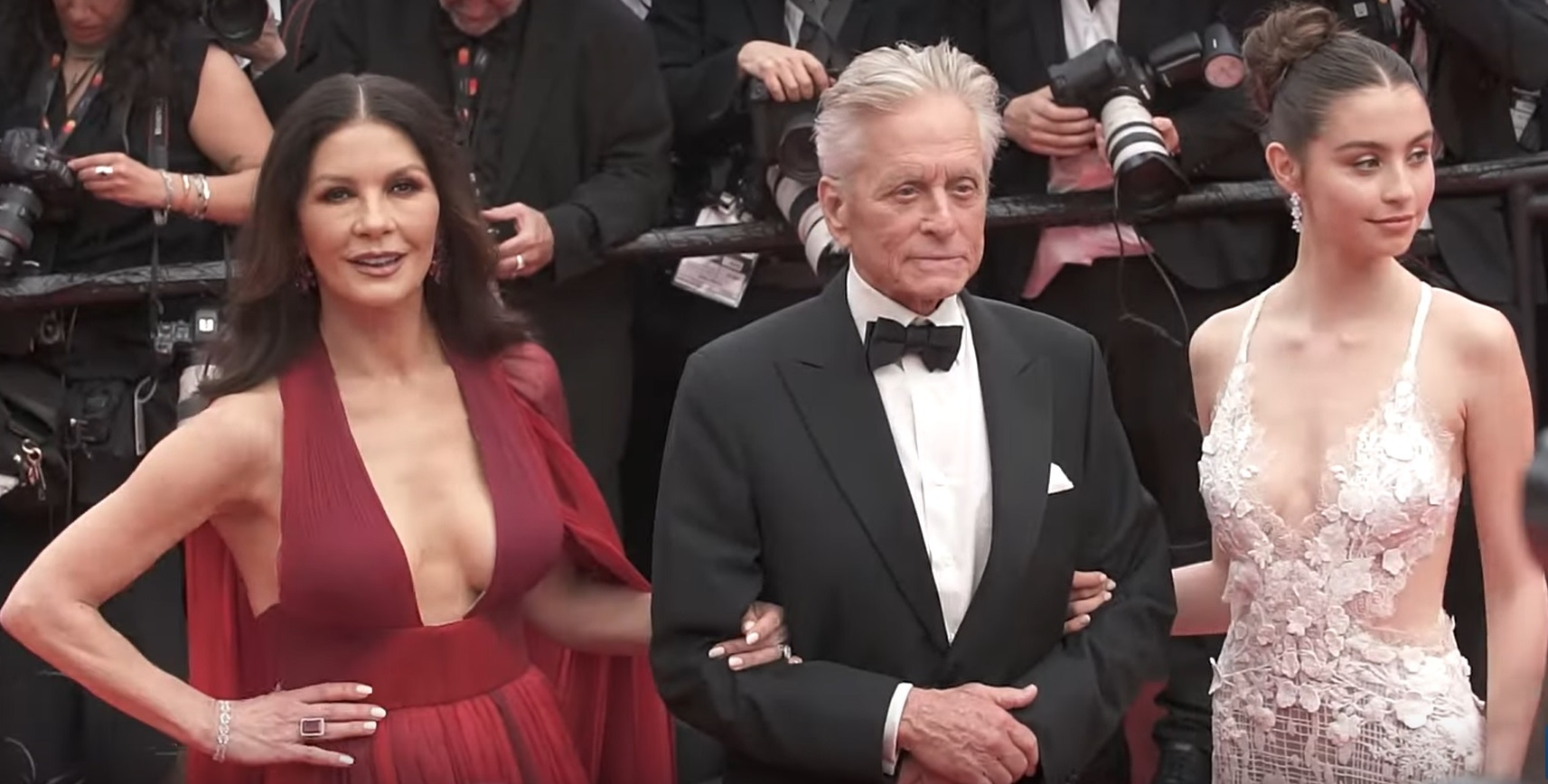
Michael Douglas et Catherine Zeta-Jones auprès de leur fille Carys au festival de Cannes 2023.

En 2020, il collabore de nouveau avec Netflix, cette fois avec la série télévisée Ratched, servant de préquelle au livre Vol au-dessus d'un nid de coucou dont l'intrigue est centrée sur l'infirmière Ratched. Après avoir été producteur pour l'adaptation cinématographique du roman, Michael Douglas officie ici en tant que producteur délégué, précisant toutefois que son implication sur ce projet s'est avérée minime.
En 2021, il prête sa voix à la version animée d'Hank Pym dans la série d'animation What If...?, qui dépeint des versions divergentes des personnages du MCU. En février 2023, il reprend au cinéma le rôle d'Hank Pym dans Ant-Man et la Guêpe : Quantumania, troisième volet de la trilogie. 
Il est par la suite récompensé d'une Palme d'honneur, qu'il reçoit durant la cérémonie d'ouverture du festival de Cannes 2023. L'acteur retourne à Cannes l'année suivante pour Franklin (2024), une mini-série produite par le service de streaming Apple TV+, qu'il vient présenter en avant-première mondiale lors du festival Canneseries. Dans une critique mitigée, The Guardian juge l'acteur « absolument convaincant » dans le rôle de Benjamin Franklin. En juillet 2024, il est honoré par le festival Atlántida Film Fest de Majorque, où il reçoit le prix Masters of Cinema pour l'ensemble de sa carrière, des mains de la reine d'Espagne Letizia Ortiz. Il retourne en France en septembre comme invité d'honneur du festival du cinéma américain de Deauville, qui célèbre son 50e anniversaire, et lors duquel il reçoit un Prix d'honneur pour sa carrière.
En 2025, l'acteur interviewé à l'occasion du 50e anniversaire de Vol au-dessus d'un nid de coucou, affirme qu'il n'a plus le « désir brûlant » de jouer mais qu'il reste impliqué dans la production de films. Il confirme qu'il ne rejouera sans doute pas le rôle d'Hank Pym chez Marvel et que le dernier film qu'il a tourné, Looking Through Water (en), n'a pas trouvé de distributeur. Il est ensuite invité par le festival du film de Taormine lors duquel il reçoit, en juin 2025, un prix pour l'ensemble de sa carrière. Un nouvel honneur lui est remis le mois suivant, cette fois par les organisateurs du festival international du film de Karlovy Vary. À cette occasion, il confirme vouloir arrêter sa carrière d'acteur, tout en continuant de produire des films ; mais nuance ses propos, expliquant que si un scénario lui plait, il pourrait revenir : « Je ne me considère pas officiellement à la retraite, parce que si un projet exceptionnel se présente, je pourrais revenir. Mais sinon, je suis très heureux de simplement regarder ma femme travailler. »

### Vie privée

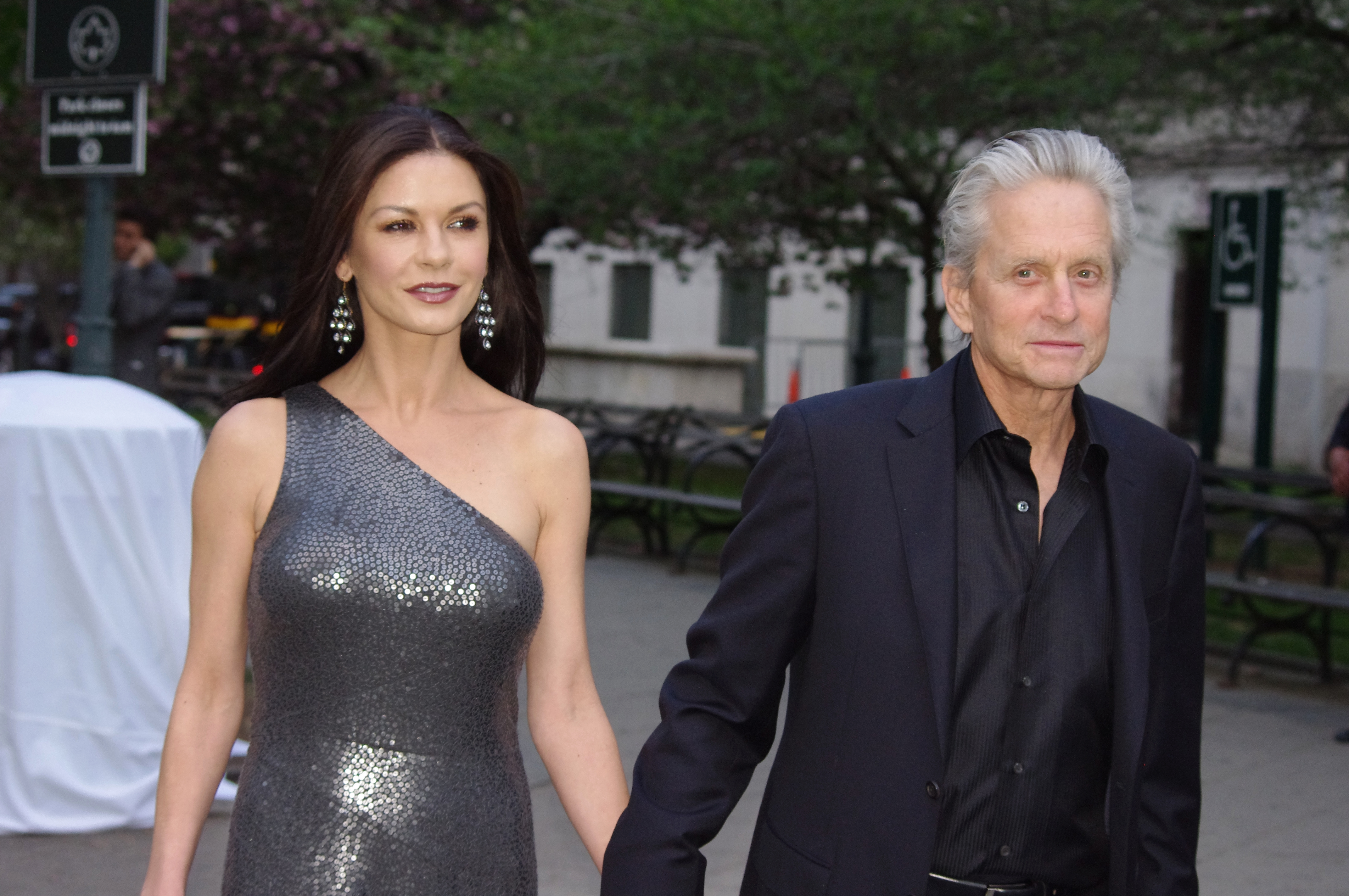
Michael Douglas et son épouse, l'actrice Catherine Zeta-Jones, en 2012.

Après avoir vécu pendant presque sept ans avec l'actrice Brenda Vaccaro, Michael Douglas épouse en premières noces Diandra Luker le 20 mars 1977. Leur fils Cameron Douglas naît l'année d'après. Ils se séparent en 1995 et, à l'issue d'un des divorces de stars les plus chers (prononcé en 2000), Diandra Luker touche la somme de 45 000 000 de dollars.
Le 18 novembre 2000, il épouse en secondes noces l'actrice galloise Catherine Zeta-Jones, qu'il a rencontrée au festival de Deauville en 1998, lors d'une cérémonie organisée au Plaza Hotel de New York. Le coût de leur mariage s'est élevé à 1 500 000 dollars. Le couple se fiance au préalable à Aspen au Colorado lors du Nouvel an en 1999. Ils ont deux enfants : Dylan Michael Douglas (né le 8 août 2000) et Carys Zeta Douglas (née le 20 avril 2003).
En 2004, le couple assigne en justice Dawnette Knight, après que cette dernière les a harcelés pendant des mois via des lettres et coups de fil anonymes. La prévenue souhaitait notamment « découper en morceaux Catherine Zeta-Jones pour la donner à manger à ses chiens ». À la suite d'un procès médiatisé, Dawnette Knight est condamnée à une peine de trois ans de prison.
En août 2010, l'acteur révèle en direct à la télévision, lors de l'émission Late Show with David Letterman, qu’il est atteint d’un cancer de la gorge de stade 4, stade le plus avancé de la maladie. Alors qu’il a perdu seize kilos, il annonce officiellement sa guérison le 16 janvier 2011 lors de la 68e cérémonie des Golden Globes. En clôture de cet événement, il reçoit une ovation de la part du public, notamment de la part de Robert Downey Jr et Johnny Depp qui se lèvent pour l'applaudir. Avant d'annoncer le film récompensé (The Social Network), l'acteur revient de manière ironique sur son état de santé : « Il doit y avoir un moyen plus facile d'obtenir une ovation ».
Il se confie en 2013 sur la véritable nature de son cancer lors d'un entretien avec l'acteur Samuel L. Jackson et révèle qu'il ne souffrait en réalité pas d'un cancer de la gorge, mais d'un cancer de la langue. Il admet avoir menti sur les conseils de ses docteurs, à des fins professionnelles. Au mois d'août de la même année, Michael Douglas et Catherine Zeta-Jones se séparent et souhaitent faire une pause afin de « travailler sur leur mariage ». Ils se réconcilient finalement en février de l'année suivante.
Le couple réside en famille à Warwick dans les Bermudes durant les années 2000 avant de déménager dans la région de New York en 2009. Depuis 2019, ils vivent dans un manoir au sein du comté de Westchester, qu'ils ont acquis pour 4 500 000 dollars, après avoir vécu pendant plusieurs années à Bedford. Michael Douglas possède aussi une propriété à S'Estaca, près de Valldemossa, sur les terres historiques de l'archiduc Louis-Salvador, étant attaché à Majorque depuis 1990.
Selon la société Wealth-X, d'après une étude effectuée en 2014, il fait partie des dix acteurs oscarisés les plus riches de Hollywood, juste derrière George Clooney. Par ailleurs, Michael Douglas est connu pour parler la langue française, tout comme son père Kirk.

## Image publique

### Jeu d'acteur

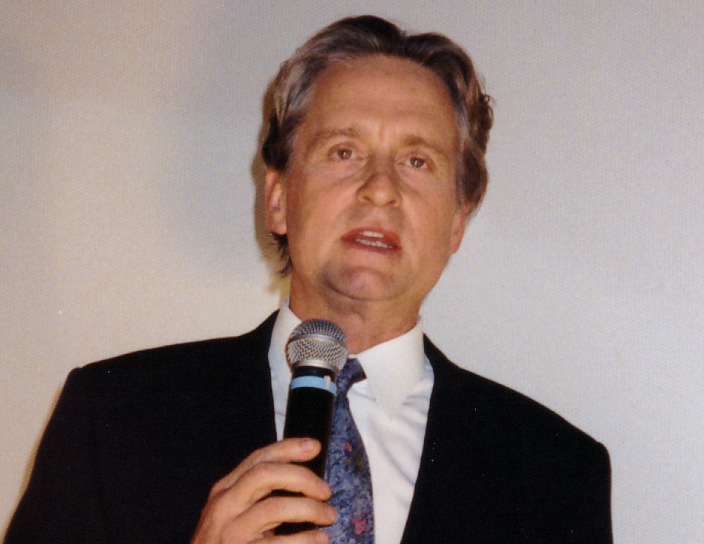
Michael Douglas en 1997, lors de la promotion de L'Ombre et la Proie en Allemagne.

Au début de sa carrière, il est souvent comparé de manière défavorable à son père, l'acteur Kirk Douglas. Ce n'est qu'à partir des années 1980 qu'il parvient à s'émanciper de la figure parternelle. Selon le critique de films David Thomson, l'acteur a su incarner des personnages « faibles, coupables, moralement indolents, compromis et avides de sensations illicites sans perdre cette probité fondamentale ou ce potentiel de caractère éthique que nous exigeons d'un héros ».
Plusieurs de ses prestations sont passées à la postérité, comme Gordon Gekko dans Wall Street ou William Foster dans Chute libre. Le critique Roger Ebert apprécie son charme mutin, comme dans Wonder Boys, qu'il décrit comme « sa meilleure performance depuis des années, en sourdine, douce et émerveillée ». En 2015, le journal The Guardian publie une tribune sur la carrière de l'acteur et regrette certains de ses choix, mais précise que quand « Michael Douglas est génial, il est vraiment génial ».
L'acteur est connu pour jouer des rôles ambigus. Aux yeux du public, il est souvent associé à ses participations dans les thrillers qu'il a tournés tout au long de sa carrière, bien qu'il ait joué à de nombreuses reprises dans des films d'aventure et des comédies romantiques.
Il considère que « jouer la comédie est bien plus difficile que de tenir un rôle dramatique », mais il avoue tout de même préférer incarner les méchants : « J'adore ce genre de rôles. Les bons méchants de cinéma fascinent tout le monde, parce qu'ils peuvent franchir toutes les barrières morales et éthiques ». Pour lui, le métier d'acteur est aussi l'occasion de parler une langue commune, « celle du cinéma ».
Interrogé en 2023 lors de l'IFFI sur son parcours d'acteur, il déclare « J'ai voulu être dans de bons films. Cela ne m'a jamais importé d'avoir un petit rôle, j'ai toujours préféré avoir un petit rôle dans un bon film plutôt qu’un rôle important dans un mauvais film ».

### Dans la culture populaire
De par sa notoriété, il a vu son nom être utilisé au cinéma et à la télévision dans plusieurs œuvres de fiction. À cet effet, l'épisode 14 de la saison 6 de NCIS : Enquêtes spéciales fait référence à l'acteur. Il est aussi cité dans un épisode de la série Scream Queens. Son rôle dans Chute Libre a aussi servi de modèle au personnage Frank Grimes Sr. qui apparaît dans l'épisode 23 de la saison 8 de la série Les Simpson.
Douglas n'hésite pas non plus à se parodier, comme il l'a fait dans la série Will et Grace en 2002. Dans le domaine musical, il apparaît dans le clip de la chanson When the Going Gets Tough du chanteur Billy Ocean. Il est aussi connu aux États-Unis par les téléspectateurs de la chaîne NBC pour avoir prêté sa voix au générique du journal télévisé NBC Nightly News présenté par Brian Williams entre 2007 et 2015,.
En outre, il est souvent présent lors d'événements sportifs. Lors du Super Bowl XLV, il est le narrateur d'une vidéo diffusée juste avant cet événement et relatant l'histoire de cette finale. Il est également passionné de Formule 1 et c'est à ce titre qu'il officie comme narrateur de la série Amazon Grand Prix Driver, mise en ligne en 2018. L'acteur apparaît aussi lors de Grand Prix automobiles, comme en 2016 auprès de Lewis Hamilton ou en 2022 auprès de Charles Leclerc.

## Engagements et autres activités

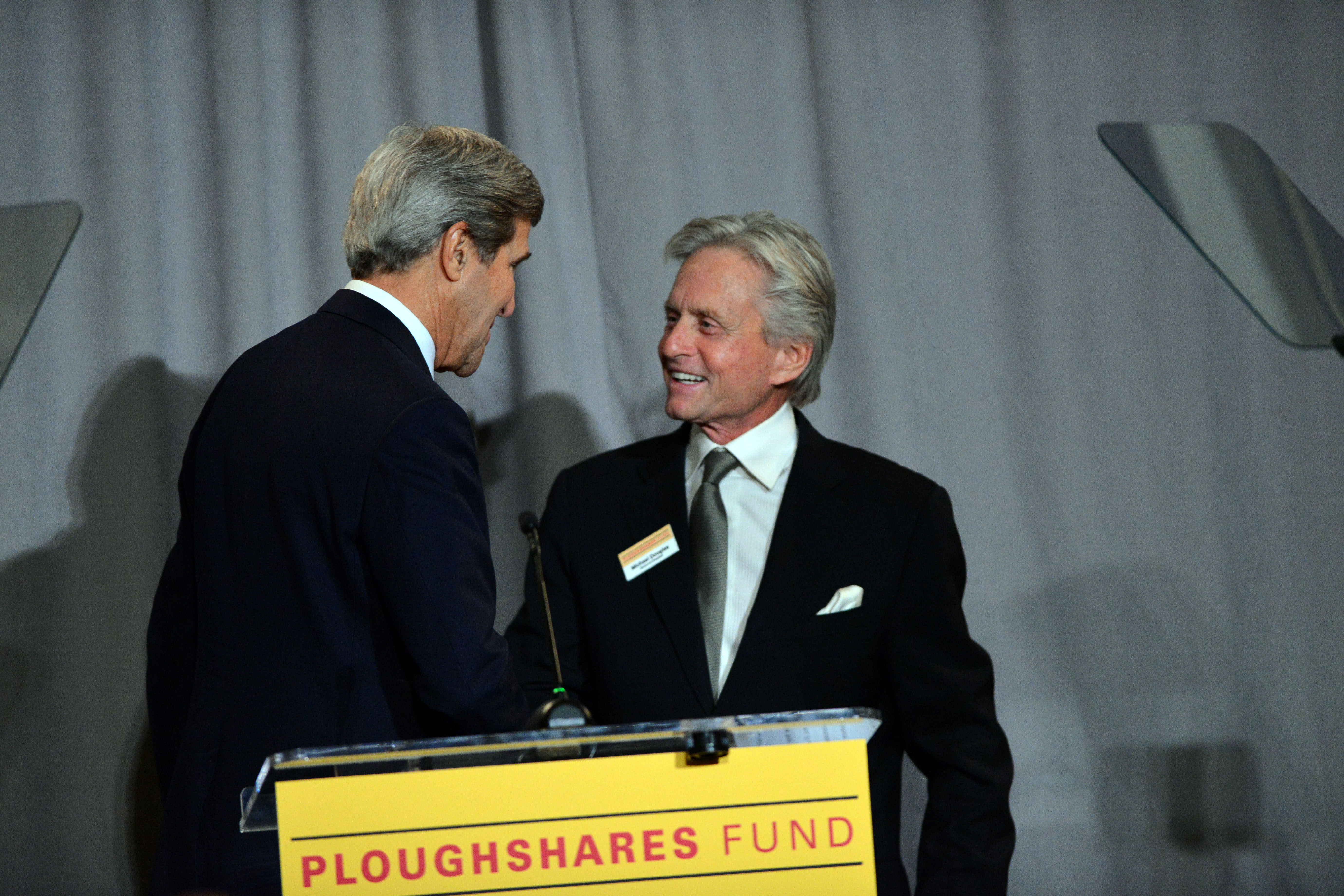
Michael Douglas auprès du Secrétaire d'État américain John Kerry en 2013.

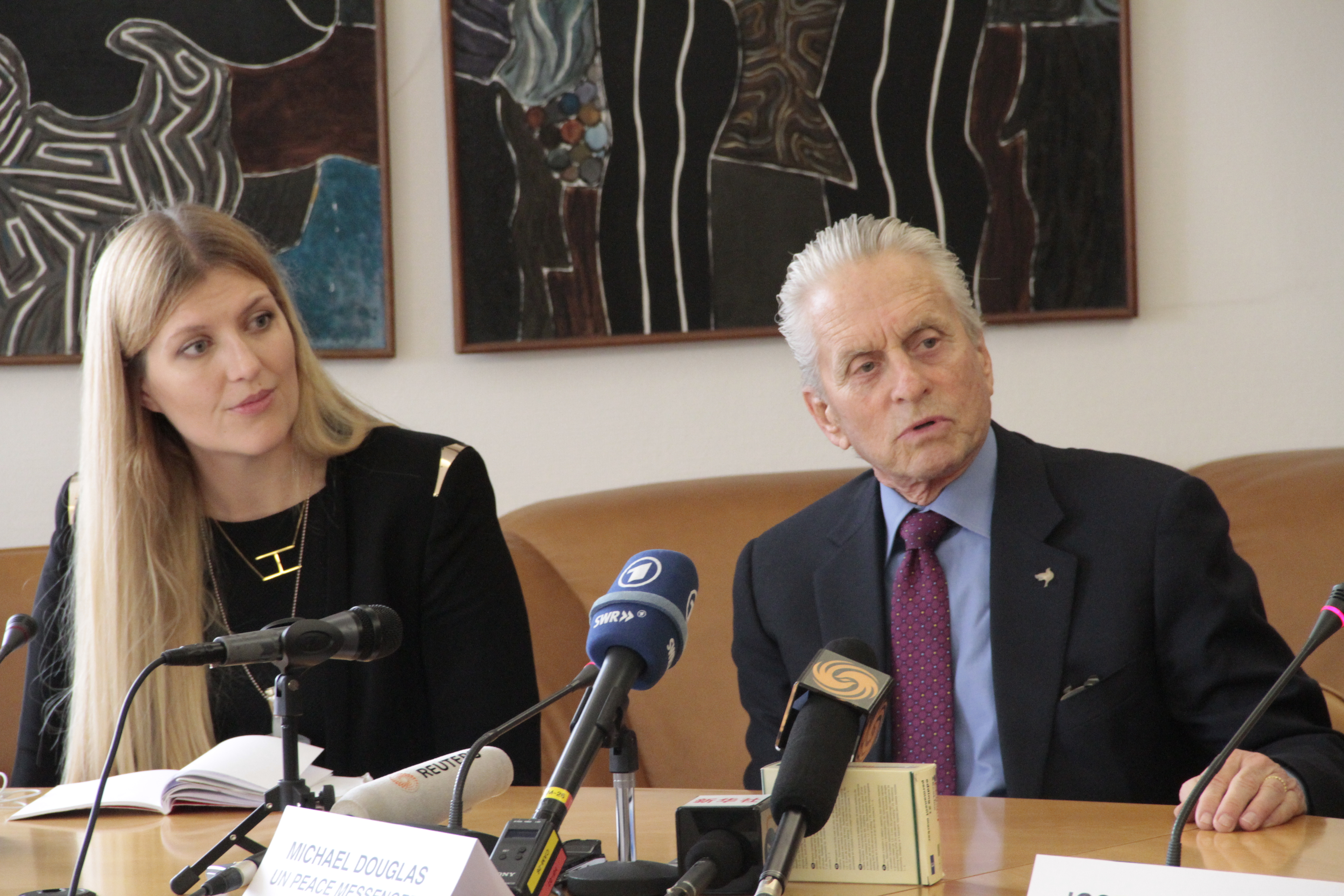
L'acteur et Beatrice Fihn, directrice générale de l'ICAN, à Genève en mai 2016.

Michael Douglas est connu pour son engagement auprès du Parti démocrate américain et a soutenu les campagnes de Barack Obama, Christopher Dodd et Al Franken. Depuis l'assassinat de John Lennon en 1980, il est en faveur d'un contrôle des armes à feu aux États-Unis.
En 1998, les Nations unies le nomment « Messager de la paix » chargé du désarmement nucléaire. Une cause qu'il décrit comme une « religion » et pour laquelle il est engagé depuis 1979. Il est pendant longtemps contre le recours à l'énergie nucléaire, mais explique avoir changé d'avis à la faveur du changement climatique. En 2003, il est l'hôte de la cérémonie du concert du prix Nobel de la paix à Oslo, aux côtés de son épouse.
En février 2012, à la suite du retour sur grand écran de Gordon Gekko, qu'il a incarné de nouveau dans le film Wall Street : L'argent ne dort jamais deux ans auparavant, il est engagé par le FBI le temps d'une campagne de promotion contre les délits d'initié. En 2014, il fait partie des 200 signataires d'une tribune adressée au journal The Guardian s'opposant à l'indépendantisme écossais dans la perspective du référendum de 2014 sur la question.
Lors de la campagne présidentielle de 2016 aux États-Unis, il apporte son soutien à Hillary Clinton et critique le mode de scrutin américain :
« Je voudrais que l'Amérique ait le même système électoral qu'en France. Chez nous, le processus prend trop de temps, ça en devient ridicule ». Il précise connaître Donald Trump avec qui il a joué plusieurs fois au golf. En janvier 2020, il annonce soutenir le candidat démocrate Michael Bloomberg pour l'élection présidentielle américaine de 2020. Pour l'élection présidentielle américaine de 2024, l'acteur soutient Joe Biden et lui organise une levée de fonds au sein de sa résidence du comté de Westchester, événement pour lequel Joe Biden fait personnellement le déplacement. Cependant, en juillet 2024, Michael Douglas émet finalement des doutes sur les capacités du Président à pouvoir effectuer un second mandat. À l'issue de l'élection, qui voit Donald Trump l'emporter, le comédien déclare que « le fait même que nous puissions maintenant parler des Républicains comme étant le parti du peuple, et que nous sommes ce parti élitiste de gauche, les Démocrates, est fou ».
Dans le domaine du cinéma, il est engagé auprès de l'organisation caritative MPTF, qui vient en aide aux acteurs aux ressources limitées. C'est à ce titre qu'il a créé en 1999 un tournoi de golf, le Michael Douglas & Friends Celebrity Golf Tournament, auquel ont participé de nombreuses célébrités comme Kevin Costner ou encore Clint Eastwood, et qui a permis de récolter plus de 10 000 000 dollars au profit de cette organisation.

## Théâtre
- 1966 : Bedford Forrest, pièce jouée à l'Eugene O'Neill Theater Center : Soldier[175]
- 1969 - 1970 : The Whistling Wizard and the Sultan of Tuffet, pièce jouée au Bil Baird Marionette Theater : Understudy[176]
- 1970 - 1971 : Pinkville, pièce jouée à l'American Place Theatre : Jerry the Naz[177]

## Filmographie
Sauf indication contraire, les informations mentionnées dans cette section peuvent être confirmées par la base de données cinématographiques IMDb,  présente dans la section « Liens externes ».

### Acteur

#### Cinéma

##### Années 1960
- 1966 : L'Ombre d'un géant (Cast a Giant Shadow) de Melville Shavelson : un conducteur de Jeep (non crédité)
- 1969 : Hail, Hero! de David Miller : Carl Dixon

##### Années 1970
- 1970 : Adam at 6AM de Robert Scheerer : Adam Gaines
- 1971 : Summertree d'Anthony Newley : Jerry
- 1972 : Napoléon et Samantha de Bernard McEveety : Danny
- 1978 : Morts suspectes (Coma) de Michael Crichton : Dr Mark Bellows
- 1979 : Le Syndrome chinois (The China Syndrome) de James Bridges : Richard Adams
- 1979 : Le Vainqueur (Running) de Steven Hilliard Stern : Michael Andropolis

##### Années 1980
- 1980 : C'est ma chance (It's My Turn) de Claudia Weill : Ben Lewin
- 1983 : La Nuit des juges (The Star Chamber) de Peter Hyams : le juge Steven R. Hardin
- 1984 : À la poursuite du diamant vert (Romancing the Stone) de Robert Zemeckis : Jack T. Colton
- 1985 : Chorus Line de Richard Attenborough : Zach
- 1985 : Le Diamant du Nil (The Jewel of the Nile) de Lewis Teague : Jack T. Colton
- 1987 : Liaison fatale (Fatal Attraction) d'Adrian Lyne : Dan Gallagher
- 1987 : Wall Street d'Oliver Stone : Gordon Gekko
- 1989 : Black Rain de Ridley Scott : Nick Conklin
- 1989 : La Guerre des Rose (The War of the Roses) de Danny DeVito : Oliver Rose

##### Années 1990
- 1992 : Une lueur dans la nuit (Shining Through) de David Seltzer : Ed Leland
- 1992 : Basic Instinct de Paul Verhoeven : le détective Nick Curran
- 1993 : Chute libre (Falling Down) de Joel Schumacher : William Foster
- 1994 : Harcèlement (Disclosure) de Barry Levinson : Tom Sanders
- 1995 : Le Président et Miss Wade (The American President) de Rob Reiner : Andrew Shepherd
- 1996 : L'Ombre et la Proie (The Ghost and the Darkness) de Stephen Hopkins : Charles Remington
- 1997 : The Game de David Fincher : Nicholas Van Orton
- 1998 : Meurtre parfait (A Perfect Murder) d'Andrew Davis : Steven Taylor

##### Années 2000
- 2000 : Wonder Boys de Curtis Hanson : Grady Tripp
- 2000 : Traffic de Steven Soderbergh : le juge Robert Wakefield
- 2001 : Divine mais dangereuse (One Night at McCool's) de Harald Zwart : M. Burmeister
- 2001 : Pas un mot (Don't Say a Word) de Gary Fleder : Dr Nathan R. Conrad
- 2003 : Espion mais pas trop ! (The In-Laws) de Andrew Fleming : Steve Tobias
- 2003 : Une si belle famille (It Runs in the Family) de Fred Schepisi : Alex Gromberg
- 2006 : The Sentinel de Clark Johnson : Pete Garrison
- 2006 : Toi et moi... et Dupree (You, Me and Dupree) d'Anthony et Joe Russo : M. Thompson
- 2007 : King of California de Michael A. Cahill : Charlie
- 2009 : Hanté par ses ex (Ghosts of Girlfriends Past) de Mark Waters : l'oncle Wayne
- 2009 : Solitary Man de Brian Koppelman et David Levien : Ben Kalmen
- 2009 : Présumé Coupable (Beyond a Reasonable Doubt) de Peter Hyams : Mark Hunter

##### Années 2010
- 2010 : Wall Street : L'argent ne dort jamais (Wall Street: Money Never Sleeps) d'Oliver Stone : Gordon Gekko
- 2012 : Piégée (Haywire) de Steven Soderbergh : Alex Coblenz
- 2013 : Last Vegas de Jon Turteltaub : Billy
- 2014 : Ainsi va la vie (And So It Goes) de Rob Reiner : Oren Little
- 2015 : Hors de portée (Beyond The Reach) de Jean-Baptiste Léonetti : John Madec
- 2015 : Ant-Man de Peyton Reed : Dr Hank Pym
- 2017 : Conspiracy (Unlocked) de Michael Apted : Eric Lasch
- 2018 : Animal World de Han Yan : Anderson
- 2018 : Ant-Man et la Guêpe (Ant-Man and the Wasp) de Peyton Reed : Dr Hank Pym
- 2019 : Avengers: Endgame d'Anthony et Joe Russo : Dr Hank Pym

##### Années 2020
- 2023 : Ant-Man et la Guêpe : Quantumania de Peyton Reed : Dr Hank Pym
- 2025 : Looking Through Water (en) de Roberto Sneider

#### Télévision

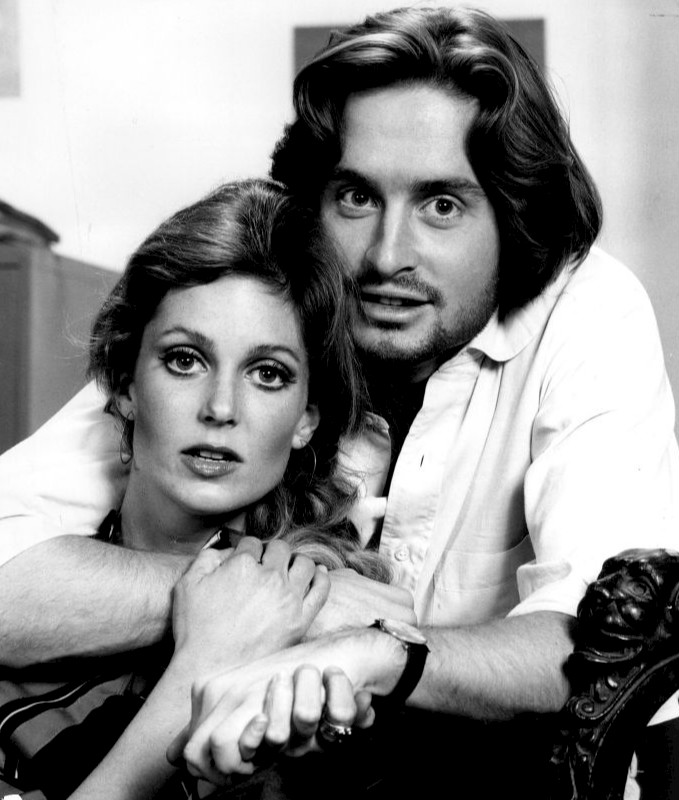
Photographie publicitaire de Tisha Sterling et Michael Douglas en 1969 pour le programme télévisé CBS Playhouse.

- 1969 : CBS Playhouse (en) de Robert Butler : un jeune scientifique (saison 2, épisode 3)
- 1971 : Sur la piste du crime (The F.B.I.) de Virgil W. Vogel : Jerry Williams (saison 6, épisode 23)
- 1971 : Médecins d'aujourd'hui (Medical Center) d'Al C. Ward et Frank Glicksman : Jonathan Crowley (saison 3, épisode 8)
- 1972 - 1976 : Les Rues de San Francisco (The Streets of San Francisco) d'Edward Hume : l'inspecteur Steve Keller (série télévisée, 98 épisodes)
- 1972 : American Revolution : The Impossible War de William Francisco : John Laurens (documentaire)
- 1972 : American Heritage : The Cause of Liberty de William Francisco : John Laurens (documentaire)
- 1972 : When Michael Calls (en) de Philip Leacock : Craig (téléfilm)
- 1984 : Saturday Night Live de Lorne Michaels : lui-même (saison 9, épisode 16)
- 1999 : Un jour en septembre de Kevin Macdonald[N 5] : lui-même - narrateur (documentaire)
- 2002 : Will et Grace (Will & Grace) de David Kohan et Max Mutchnick : le détective Gavin Hatch (saison 4, épisode 22)
- 2002 : Liberty's Kids: Est. 1776 de Michael Maliani, Kevin O'Donnell et Andy Heyward : Patrick Henry (saison 1, épisodes 3 et 4)
- 2003 : Freedom: A History of Us : Benjamin Franklin (saison 1, épisodes 2 et 6)
- 2011 : Phinéas et Ferb de Dan Povenmire et Jeff « Swampy » Marsh : Waylon (série d'animation, 1 épisode)
- 2013 : Ma vie avec Liberace (Behind the Candelabra) de Steven Soderbergh : Wladziu Valentino Liberace dit « Lee » (téléfilm)
- 2018 - 2021 : La Méthode Kominsky (The Kominsky Method) de Chuck Lorre : Sandy Kominsky (série télévisée, 22 épisodes)
- 2019 - 2022 : Les Œufs Verts au Jambon (Green Eggs and Ham) de Jared Stern : Guy Am I (Tom Est-ce-Moi en V.F.) (série d'animation, 23 épisodes)
- 2021 - 2023 : What If...? d'A.C. Bradley : Dr Hank Pym (série d'animation, 2 épisodes)
- 2024 : Franklin de Kirk Ellis : Benjamin Franklin (mini-série, 10 épisodes)

### Producteur
- 1975 : Vol au-dessus d'un nid de coucou (One Flew Over the Cuckoo's Nest) de Miloš Forman
- 1979 : Le Syndrome chinois (The China Syndrome) de James Bridges
- 1984 : À la poursuite du diamant vert (Romancing the Stone) de Robert Zemeckis
- 1985 : Le Diamant du Nil (The Jewel of the Nile) de Lewis Teague
- 1990 : L'Expérience interdite (Flatliner) de Joel Schumacher
- 1993 : Made in America de Richard Benjamin
- 1997 : L'Idéaliste (The Rainmaker) de Francis Ford Coppola
- 2001 : Divine mais dangereuse (One Night at McCool's) de Harald Zwart
- 2002 : Une si belle famille (It Runs in the Family) de Fred Schepisi
- 2006 : The Sentinel de Clark Johnson
- 2015 : Hors de portée (Beyond The Reach) de Jean-Baptiste Léonetti
- 2017 : L'Expérience interdite : Flatliners (Flatliners) de Niels Arden Oplev (remake-suite du film de Joel Schumacher)

### Producteur délégué
- 1985 : Starman de John Carpenter
- 1986 - 1987 : Starman de Bruce A. Evans et Raynold Gideon (série télévisée, 22 épisodes)
- 1991 : Eyes of an Angel de Robert Harmon
- 1991 : Double Impact de Sheldon Lettich
- 1992 : Le Rêve de Bobby (Radio Flyer) de Richard Donner
- 1996 : L'Ombre et la Proie (The Ghost and the Darkness) de Stephen Hopkins
- 1997 : Volte/face (Face/Off) de John Woo
- 2018 : Nous avons toujours vécu au château (We Have Always Lived in the Castle) de Stacie Passon
- 2018 - 2021 : La Méthode Kominsky (The Kominsky Method) de Chuck Lorre (série télévisée, 22 épisodes)
- 2020 : Ratched[178] de Ryan Murphy et Evan Romansky (série télévisée, 8 épisodes)
- 2024 : Franklin de Kirk Ellis : Benjamin Franklin (mini-série, 10 épisodes)

## Distinctions
Sauf indication contraire, les informations mentionnées dans cette section peuvent être confirmées par la base de données cinématographiques IMDb,  présente dans la section « Liens externes ».

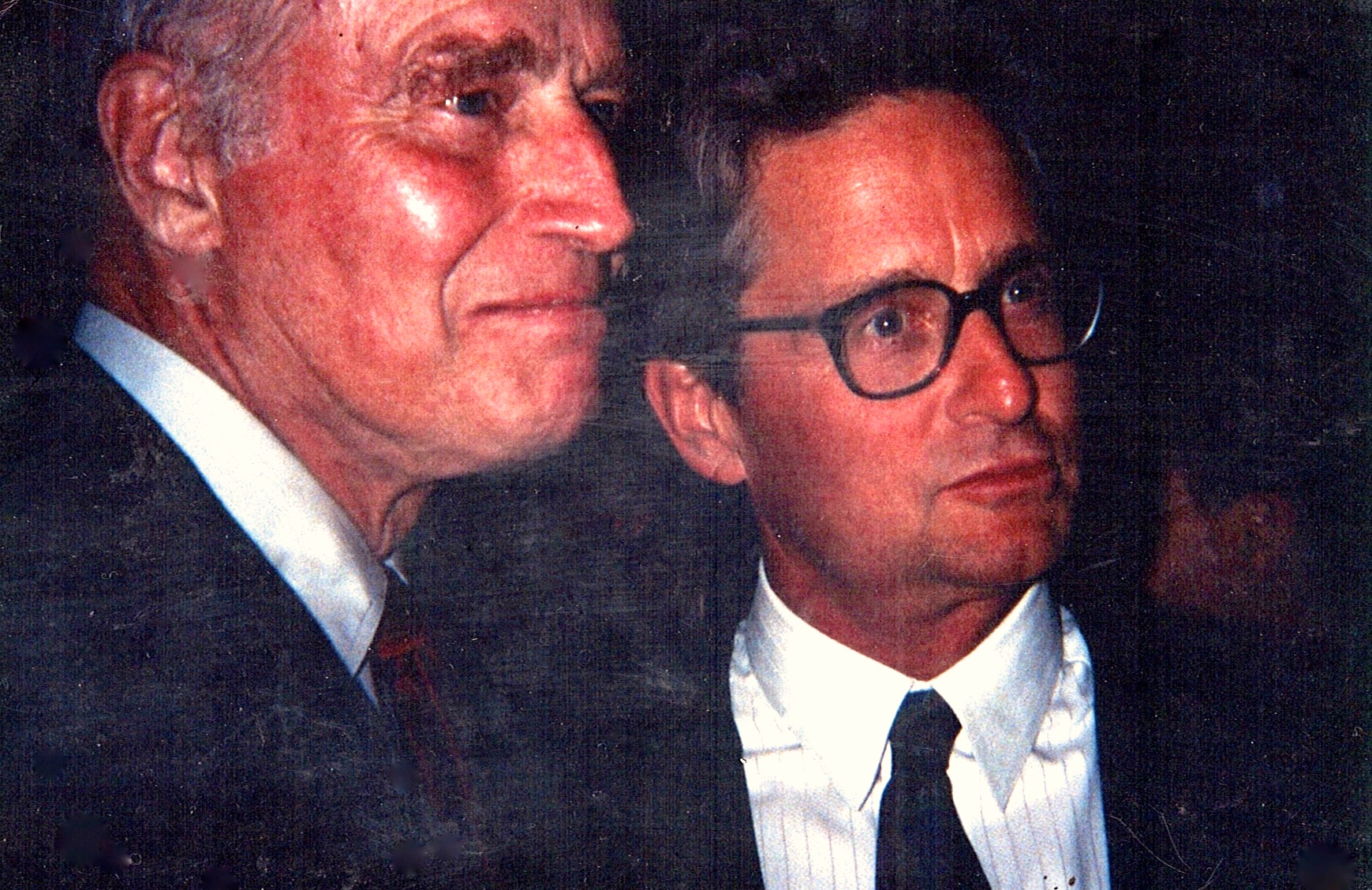
Avec Charlton Heston lors des Producers Guild Awards en 1994.
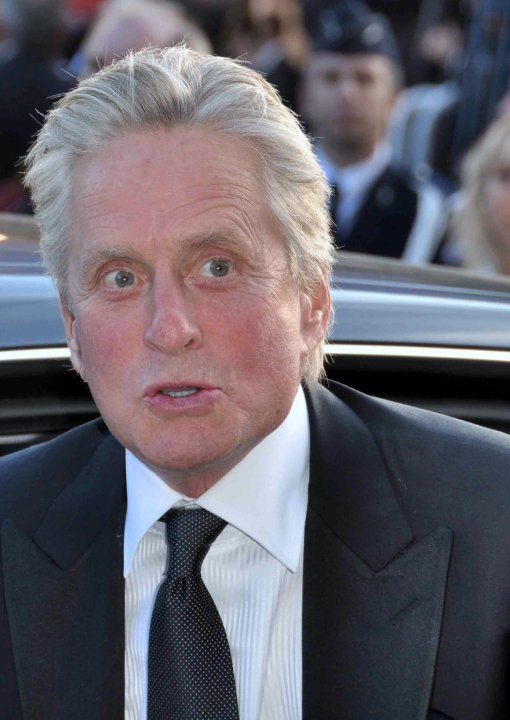
Michael Douglas au festival de Cannes en 2010.

Michael Douglas obtient la reconnaissance de ses pairs dans un premier temps comme producteur, avec un Oscar gagné en 1976. Ce n'est que douze ans plus tard que son travail en tant qu'acteur est reconnu, grâce à un Oscar du meilleur acteur remporté en 1988.
Au cours de sa carrière, il a en outre été nommé treize fois aux Golden Globes et en a remporté six, dont le Cecil B. DeMille Award en 2004,. Ses participations télévisuelles lui ont également valu de recevoir dix nominations aux Emmy Awards, avec un prix remporté en 2013 comme meilleur acteur dans une mini-série ou un téléfilm.
L'acteur comptabilise de plus huit nominations aux SAG Awards, pour deux prix remportés ; ainsi que deux nominations aux Critics Choice Awards, pour un prix remporté. Par ailleurs, son personnage de Gordon Gekko figure dans la liste des « 50 plus grands méchants du cinéma » établie par l'American Film Institute.
Sa carrière a aussi été célébrée dans de nombreux festivals à travers le monde, comme en France où il a reçu la Palme d'honneur durant la cérémonie d'ouverture du festival de Cannes 2023. À Deauville, le festival du cinéma américain lui rend hommage à deux reprises, respectivement en 1998 et en 2007,; puis en 2024, il en est l'invité spécial et reçoit un Prix d'honneur couronnant l'ensemble de sa carrière.

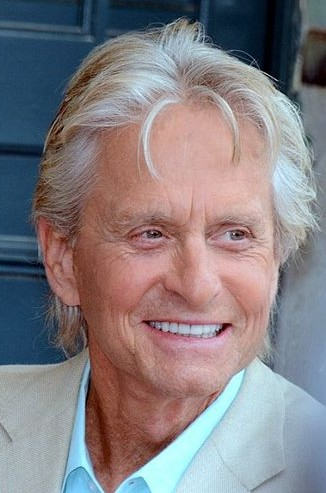
Michael Douglas au festival du cinéma américain de Deauville 2013.

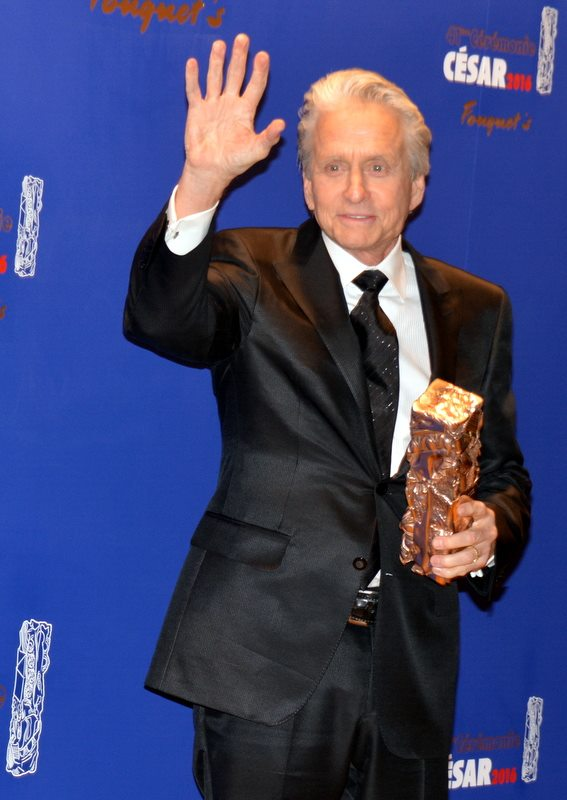
Michael Douglas à la 41e cérémonie des César en 2016.

## Voix francophones
En version française, Michael Douglas est d'abord doublé par plusieurs comédiens jusqu'à la fin des années 1980. Ainsi, il est doublé à deux reprises chacun par Georges Poujouly dans Les Rues de San Francisco et La Nuit des juges, par Bernard Murat dans Morts suspectes et Le Vainqueur ainsi que par Érik Colin dans À la poursuite du diamant vert et sa suite Le Diamant du Nil. À titre exceptionnel, il est doublé par Marc Porel dans Le Syndrome chinois, Hervé Bellon dans Chorus Line et Jean Barney dans Wall Street.
À partir du film Liaison fatale en 1987, Patrick Floersheim devient sa voix régulière jusqu'à son décès en mars 2016,. En vingt-neuf ans, il a été remplacé uniquement à deux reprises : par Sylvain Lemarié dans Harcèlement et par Bernard Alane dans Ma vie avec Liberace. À noter que dans Wall Street : L'argent ne dort jamais en 2010, il remplace Jean Barney. À la suite de son décès, Hervé Jolly lui succède dans les films du MCU, Michel Papineschi double Michael Douglas dans Conspiracy et François Dunoyer dans la série La Méthode Kominsky.
En version québécoise, Marc Bellier est la voix québécoise régulière de l'acteur. Luis de Cespedes l'a doublé  dans Des Garçons épatants et Toi, moi et Dupree, Jacques Lavallée dans Ant-Man et sa suite (Ant-Man et la Guêpe) alors qu'Hubert Gagnon l'a doublé dans L'Enragé.
Versions françaises
- Patrick Floersheim dans Liaison fatale, Black Rain, Basic Instinct, Chute libre, The Game, Traffic, Solitary Man, Ant-Man[194], etc.

Versions québécoises
Note : La liste indique les titres québécois.
- Marc Bellier dans Harcèlement, Un Président américain, Traffic, Un homme sans exception, Wall Street : L'argent ne dort jamais, Virée à Vegas[197], etc.